# Sooo nicht, meine Herren!
Sooo nicht, meine Herren! ist ein österreichisches Filmlustspiel aus dem Jahre 1960 mit Hans-Joachim Kulenkampff in einer Doppelrolle.

## Handlung
Der texanische Farmersohn John Morton kommt nach Wien, um dort einer Einheimischen das Erbe seines Vaters zu überreichen. Doch statt ihrer trifft er nur ihren Sohn Franz Huber an, seines Zeichens ein vorgeblich braver Musikalienhändler, der Johns Stiefbruder ist und ihm bis aufs Haar gleicht. Doch der Musikverleger führt ein Doppelleben, von dem niemand weiß, nämlich das eines Gangsterbosses. Da John und Franzens Ehefrau Marieluise sehr einander zugetan ist, plant Franz seinen Verwandten, von dem er annimmt, dass dieser ihm seine Göttergattin ausspannen will, kurzerhand um die Ecke zu bringen. Erwartungsgemäß wird daraus nichts, und Franz muss schließlich sein Gangsterdasein widerwillig aufgeben.

## Produktionsnotizen
Sooo, nicht, meine Herren! wurde am 18. Oktober 1960 in Mannheim uraufgeführt. In Wien lief der Streifen am 11. November 1960 an.
Leo Metzenbauer entwarf die Filmbauten.

## Kritiken
Paimann’s Filmlisten resümierte: „Wieder ein Wiener Film mit bundesdeutscher Prägung, der Gangster- u. Wildweststreifen parodiert ohne die Originale zu erreichen.“

„Lockere Komödie mit einer Doppelrolle für Kulenkampff.“